# Freak Out!
Freak Out! je debitantski studijski album američkog rock sastava The Mothers of Invention koju predvodi Frank Zappa, a objavljen je 27. lipnja 1966. Dvostruki LP, koji je jedan od prvih dvostrukih albuma u povijesti rock glazbe, snimljen je u Verve Recordsu i imao je strahoviti uspjeh kod publike. Iako se navodi da se koncept albuma svodi na rock glazbu, ustvari prava tema nije glazba nego satira u izvedbi njihovog prvog čovjeka Franka Zappe, s jedinstvene percepcije američke pop kulture. Tako se u obilju svega može naći divlji ritam bubnjeva, protestna pjesma Trouble Every Day i minutni detalji najava, viceva i parodija koje su u trenu postale kultne.
Na dvostrukom LP-u nalazi se 19 skladbi, koje producira Tom Wilson, a potpisuju ih The Mothersi, koji su se prije zvali Soul Giants. Glavne značajke albuma su vokalne izvedbe Raya Collinsa zajedno s bas-gitaristom Royom Estradom, bubnjevi Jimmyja Carla Blacka i gitara Elliota Ingbera, kojemu se kasnije pridružuje Captain Beefheart iz sastava Magic Band, koji kasnije mijenja ime u Winged Eel Fingerling.
Originalni repertoar sastava u cijelosti se sastoji od cover skladbi. Kada im se pridružio Zappa, mjenjaju samo ime ali također proširuju svoju glazbu koja uključuje širok spektar originalnog materijala. Glazbeni stil Freak Out!, sastoji se od žanrova ritam i bluesa, doo-wopa i standardnog bluesa, koji uključuje rock, te orkestralnu glazbu i avangardne zvučne kolaže. Iako je album u početku bio slabo primljen u Americi, veliki je uspjeh postigao u Europi. Kasnije postaje kultni album u Americi i nastavlja se prodavati sve do ranih 1970-ih.
Album je bio pod utjecajem produkcije sastava Beatlesa i njihovog albuma Sgt. Pepper's Lonely Hearts Club Sastav. 1999. dobiva nagradu Grammy i glazbeni časopis Rolling Stone, rangira ga na popis "500 najboljih albuma za sva vremena" (500 Greatest Albums of All Time). U 2006. godini objavljen je dokumentarni glazbeni box-set The MOFO Project/Object, na kojemu je opisano stvaranje albuma u čast njegove 40. godišnjice.

## Pozadina događaja
U ranim '60-ma, Frank Zappa se sastao s Rayom Collinsom, koji je svoju ranu glazbenu karijeru počeo kao prateći vokal u 'doo-wop' sastavima po klubovima u Los Angeles, Kalifornija. Collins je sebe i obitelj uzdržavao radeći kao stolar, a vikendom je pjevao sa sastavom Soul Giants. Kada ih je napustio gitarista, Collins je pozvao Zappu da im se pridruži. Repertoar koji je izvodio Soul Giants, sastojao se u cijelosti od cover skladbi, dok im jedne noći Zappa nije predložio da počnu pisati originalni materijal i potraže izdavača s kojim će potpisati ugovor. Većini članova sastava se svidjela ta ideja i ubrzo mijenjaju ime u The Mothers, a njihov prvi čovjek postaje Frank Zappa.Producent diskografske kuće MGM, Tom Wilson, početkom 1966. godine, ponudi im je ugovor za snimanje njihovog materijala u Verve Recordsu. Wilson je osjetio da njihova popularnost raste, a i čuo je kako izvode skladbu "Trouble Every Day", koja govori o nemirima iz 1965. u Los Angelesu. Wilson je vjerovao kako su oni samo još jedan od bijelih blues sastava u nizu. 1. ožujka 1966. godine, potpisuju ugovor i vrlo brzo počinju raditi na materijalu za svoj prvi studijski album.

## Produkcija
Prve dvije skladbe koje su bile snimljene na albumu su "Any Way The Wind Blows" i "Who Are the Brain Police?", a kada ih je kasnije čuo Tom Wilson, shvatio je da The Mothersi nisu samo još jedan bijeli blues sastav. U knjizi The Real Frank Zappa Book, Zappa opisuje kako je i sam čuo Wilsona gdje preko telefona govori svome pretpostavljenom, da oni nisu "bijeli blues band" ali da su te vrste. 1968. za časopis Hit Parader, Zappa je izjavio da kada je Wilson čuo skladbe bio je jako impresioniran i odmah je nazvao svoje pretpostavljene u New Yorku, a rezultat toga je bio dobiveni više ili manje neograničen proračun za nastavak snimanja materijala. Freak Out! je jedan od prvih konceptnih albuma, koji na jedan zloban i šaljivi način govori o rock glazbi u Americi. Zappa piše u ''The Real Frank Zappa Book, "Sve skladbe na njemu su nešto". "To nije kao kada smo imali hit singl, nego je bilo potrebno izgraditi čitavu unutrašnjost oko skladbe, a svaka je imala svoju funkciju unutar općeg satiričnog koncepta".
Cijeli album je snimljen u TTG Studiju, koji se nalazi u Hollywoodu, između 9. i 12. ožujka 1966. godine. Neke skladbe poput, "Motherly Love" i "I Ain't Got No Heart", bile su već ranije snimljene, prije Freak Outa!. Ove skladbe snimljene su negdje oko 1965. i nisu službeno objavljene do 2004. godine, kada se postumno pojavljuju nakon Zappine smrti, na albumu Joe's Corsage. Rana verzija skladbe "Any Way The Wind Blows", snimljena 1963. godine, pojavljuje se na drugom Zappinom postumnom izdanju The Lost Episodes iz 1996. godine. Skladba je napisana povodom Zappinog razvoda od prve supruge Kay Sherman. U zabilješkama od Freak Outa!, Zappa je pisao; "Da se kojim slučajem nisam rastao od Kay Sherman, ovaj komad trivijalne gluposti nikada ne bi bio evidentiran".
Tom Wilson je sve više vjerovao u uspješnost snimljenog materijala. Sredinom snimanja Zappa mu je rekao; "Želim iznajmiti udaraljke vrijedne 500$ za komad koji se počinje snimati u petak navečer, i želio bi pokupiti sve frikove sa Sunset Boulevarda, kako bi sa njima snimio nešto posebno". Wilson je pristao. Materijal o kojem se radilo bio je, "The Return of the Son of Monster Magnet". Prema tvrdnjama Franka Zappe, izdavač mu je odbio dati potrebno vrijeme da dovrši materijal, pa je stoga objavljena u obliku nedovršenih skladbi.
Zappi su kasnije otkrili da kada je snimljen materijal, Wilson je uzeo LSD. S vremenom Freak Out! je bio obrađen i oblikovan u album, na kojeg je Wilson potrošio oko 24-35000$ MGM-ih novaca. Za časopis Hit Parader, Zappa je pisao; "Wilson nam je stalno zatvarao vrata. On se bavio samo sa produkcijom albuma. U MGM-u su smatrali da nisu imali toliko novaca da potroše na album."
Izdavač je zahtijevao da dvije snimke budu uklonjene s albuma, "It Can't Happen Here" i "Help, I'm a Rock", (skladba posvećena Elvisu Presleyju, koje je MGM tumačio kao izvor droge. Međutim, izdavač nije imao primjedbi ili nisu to primijetili za vrijeme snimanja kako Zappa u skladbi "The Return of the Son of Monster Magnet", izgovara riječ "fuck", kada se slučajno udario po prstu, i to u 11 minuti i 37 sekundi, pa onda nanovo u 11 minuti 55 sekundi. Kada je album nanovo objavljen 1995. na CD-u, skladbe "Help, I'm a Rock" i "It Can't Happen Here", indeksirane su kao zasebne snimke.
MGM je također uvjetovao Zappi da sastav mora promijeniti ime inače album neće biti objavljen.
Prije nego što je objavljen Freak Out!, MGM im je ponudio da sastav nazovu "The Mothers Auxiliary", međutim oni to ne prihvaćaju i postižu dogovor oko naziva The Mothers of Invention. Zadnja strana omota albuma sadrži pismo kojem je uredni Zappa, a napisao ga je izmišljeni lik Suzy Creamcheese, te u njemu stoji;
Ovaj tekst tiskan je fontom koji nalikuje kao da je pisan pisaćim strojem i izgledao je vrlo originalno, pa su mnogi vjerovali kako Suzy Creamcheese zaista postoji i mnogi obožavatelji su očekivali da će je vidjeti na koncertnim izvedbama. Radi toga su odlučili da dovedu osobu koja će glumiti Suzy Creamcheese i pokazati vjerodostojno njezinu lošu narav. Budući da je originalan glas za Suzy Creamcheese, Jeanne Vassoir, bio nedostupan, dio je preuzela Pamela Lee Zarubica.
Na početku je uz album tiskana mala brošura koja je sadržavala njihove razne komentare iz 1966. s ucrtanim lokacijama koje se nalaze u Kaliforniji. Brošura se kasnije prestala tiskati ali je na kraju nanovo otiskana i uključena u dokumentaran film The MOFO Project/Object, četverostruko CD izdanje, koje postumno izlazi 2006. godine, nakon Zappine smrti.

## Reakcije
Iako je došao na #130 Billboardove Top ljestvice, Freak Out! nije zabilježio veći komercijalni uspjeh i dobre kritike, kada je prvi puta objavljen u Sjedinjenim Američkim Državama. Neki slušatelji su uvjereni da je album bio inspiriran narkoticima i naslov albuma tumače kao sleng od lošeg LSD-a. U knjizi The Real Frank Zappa Book, Zappa citira negativan osvrt Petea Johnsona na album za Los Angeles Times, gdje navodi;
Ipak, album je postao kultni u Americi i njegova vrlo dobra prodaja prerano je prekinuta neko vrijeme sredinom 1970. U to vrijeme MGM/Verve kupuje njemačka kompanija Polydor Records i mnoga izdanja MGM/Verve bila su izbrisana radi financijskog poslovanja kompanije. Zappa prelazi u novu diskografsku kuću Bizarno Records, koja objavljuje za Warner Bros Records. Freak Out! u početku je bio uspješniji u Europi, gdje je imao utjecaj na mnoge britanske rock sastave. Na album je također utjecao sastav Beatlesi i njihov album Sgt. Pepper's Lonely Hearts Club Band, dok je Zappa bio veliki obožavatelj Matta Groeninga, koji je u budućnosti stvorio Simpsone. Album je 1999. dobio nagradu Grammy, a 2003. rangiran je na #243 "popisa 500 najboljih albuma svih vremena", časopisa Rolling Stone. Neke smjernice s albuma koristio je Madlib, poznat kao Quasimoto, za svoj studijski hip hop album The Further Adventures of Lord Quas. 2006. godine kompanija za proizvodnju piva, Lagunitas Brewing, jednoj vrsti daje ime po albumu.

## Popis pjesama
Sve skladbe napisao je Frank Zappa.

### A strana
1. "Hungry Freaks, Daddy" – 3:32
2. "I Ain't Got No Heart" – 2:34
3. "Who Are the Brain Police?" – 3:25
4. "Go Cry on Somebody Else's Shoulder" – 3:43
5. "Motherly Love" – 2:50
6. "How Could I Be Such a Fool?" – 2:16

### B strana
1. "Wowie Zowie" – 2:55
2. "You Didn't Try to Call Me" – 3:21
3. "Any Way the Wind Blows" – 2:55
4. "I'm Not Satisfied" – 2:41
5. "You're Probably Wondering Why I'm Here" – 3:41

### C strana
1. "Trouble Every Day" – 5:53
2. "Help, I'm a Rock" – 8:37
  1. Okay To Tap Dance
  2. In Memoriam, Edgard Varèse|Edgar Varèse
  3. It Can't Happen Here

### D strana
1. "The Return of the Son of Monster Magnet" – 12:22
  1. Ritual Dance of the Child-Killer
  2. Nullis Pretii

### Trenutačni CD
1. "Hungry Freaks, Daddy" – 3:32
2. "I Ain't Got No Heart" – 2:34
3. "Who Are the Brain Police?" – 3:25
4. "Go Cry on Somebody Else's Shoulder" – 3:43
5. "Motherly Love" – 2:50
6. "How Could I Be Such a Fool?" – 2:16
7. "Wowie Zowie" – 2:55
8. "You Didn't Try to Call Me" – 3:21
9. "Any Way the Wind Blows" – 2:55
10. "I'm Not Satisfied" – 2:41
11. "You're Probably Wondering Why I'm Here" – 3:41
12. "Trouble Every Day" – 5:53
13. "Help, I'm a Rock" – 4:42
14. "It Can't Happen Here" - 3:59
15. "The Return of the Son of Monster Magnet" – 12:22

## Popis izvođača

### Produkcija
- Producent: Tom Wilson
- Izvršni direktor: Val Valentin
- Projekcija: Ami, Tom, Val Valentin
- Asistenti: Eugene Dinovi, Neil Levang, Vito, Ken Watson
- Glazbeni direktor: Frank Zappa
- Orkestracija: Frank Zappa
- Aranžer: Frank Zappa
- Dizajn omota albuma: Jack Anesh
- Stilist: Ray Collins

## Top ljestvica
| Godina | Top lista            | Pozicija |
| ------ | -------------------- | -------- |
| 1967.  | Billboard Pop Albumi | #130     |

## Vanjske poveznice
- Allmusic.com - Freak Out! - LP izdanje
- Discogs.com - Freak Out! - CD izdanje